# Cymbidium elegans
Cymbidium elegans är en orkidéart som beskrevs av John Lindley. Cymbidium elegans ingår i släktet Cymbidium, och familjen orkidéer.

## Underarter
Arten delas in i följande underarter:
- C. e. elegans
- C. e. lushuiense